# Castelo Blair
Castelo Blair ergue-se nos seus terrenos perto da aldeia de Blair Atholl em Perthshire, na Escócia. É a casa ancestral do Clã Murray, e foi historicamente a sede do seu chefe, o Duque de Atholl, embora o atual chefe, o 12º Duque de Atholl, viva na África do Sul, onde nasceu e foi criado. O castelo ergue-se em Glen Garry, e ocupa uma posição estratégica na principal rota (atualmente a A9) através das Terras Altas Escocesas.
O castelo é um edifício listado na categoria A, e os terrenos estão incluídos no Inventário de Jardins e Paisagens Projetadas na Escócia, a lista nacional de jardins significativos.

## História

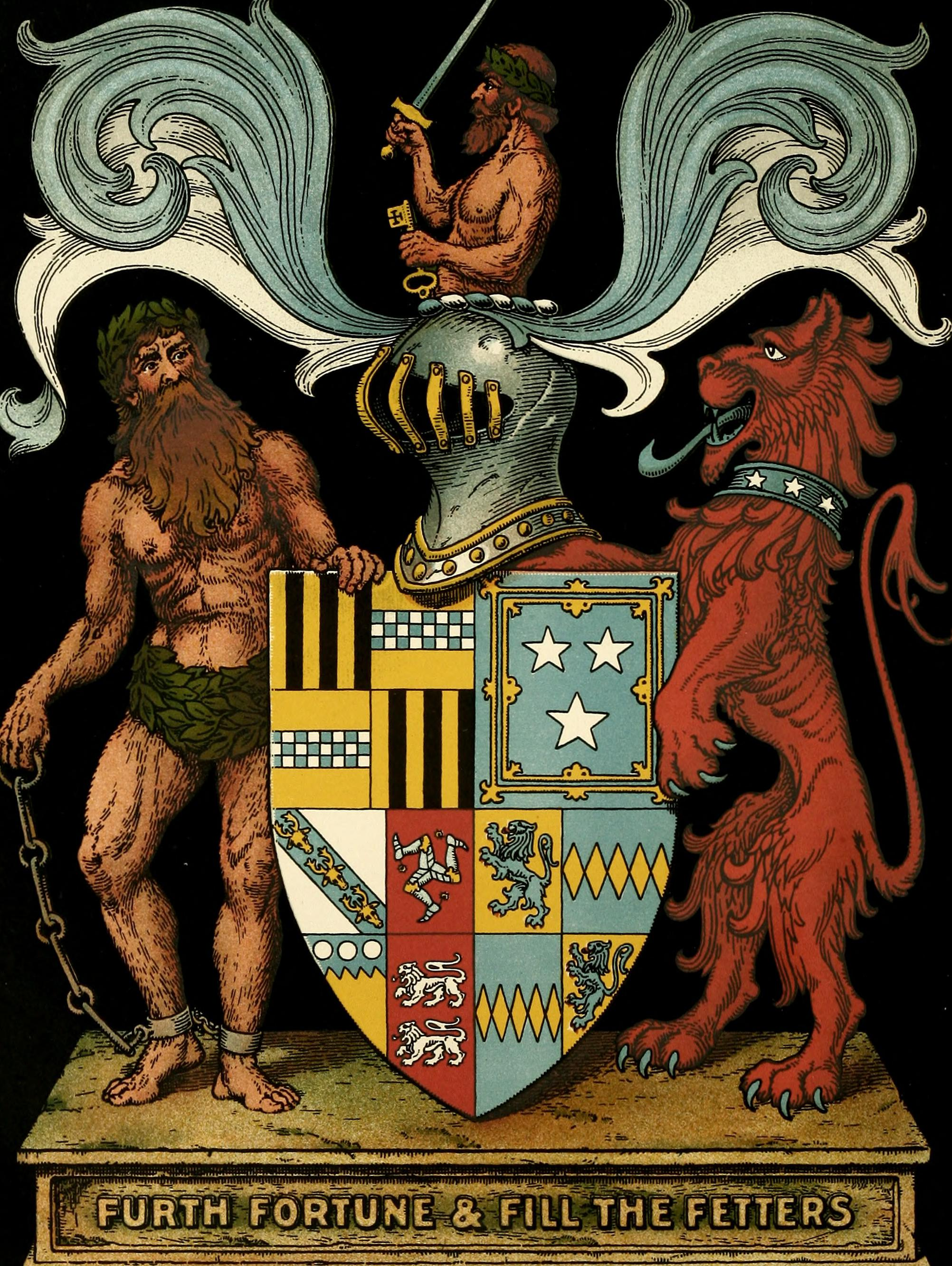
Heráldica dos Murray.

Diz-se que o Castelo Blair foi iniciado em 1269 por John I Comyn, Lorde de Badenoch (morreu em 1275), um vizinho de David I Strathbogie, Conde de Atholl (morreu em 1270), que começou a construir na terra do Conde enquanto este estava em cruzada. Ao retornar, o Conde reclamou do intruso para o Rei Alexandre III, recuperou a sua terra e incorporou a torre que havia sido construída no seu próprio castelo. David II Strathbogie, Conde de Atholl (morreu em 1326) perdeu os títulos e propriedades depois de ter se insurgido contra o Rei Roberto I da Escócia em 1308, e o Rei concedeu-os a Niall mac Cailein. O condado foi concedido a vários indivíduos ao longo dos anos até 1457, quando Jaime II o concedeu ao seu meio-irmão John Stewart (1440-1512). John Murray, filho do segundo Conde de Tullibardine, foi criado Conde de Atholl em 1629, e o título permaneceu na família Murray desde então.
Durante as Guerras dos Três Reinos do século XVII, os Murray apoiaram a causa realista, o que levou à captura do Castelo de Blair pelo exército de Oliver Cromwell após a sua invasão em 1650. O restaurado Carlos II criou o título de Marquês de Atholl para John Murray, 2.º Conde de Atholl (1631-1703). O título Duque de Atholl foi concedido ao 2.º Marquês em 1703.

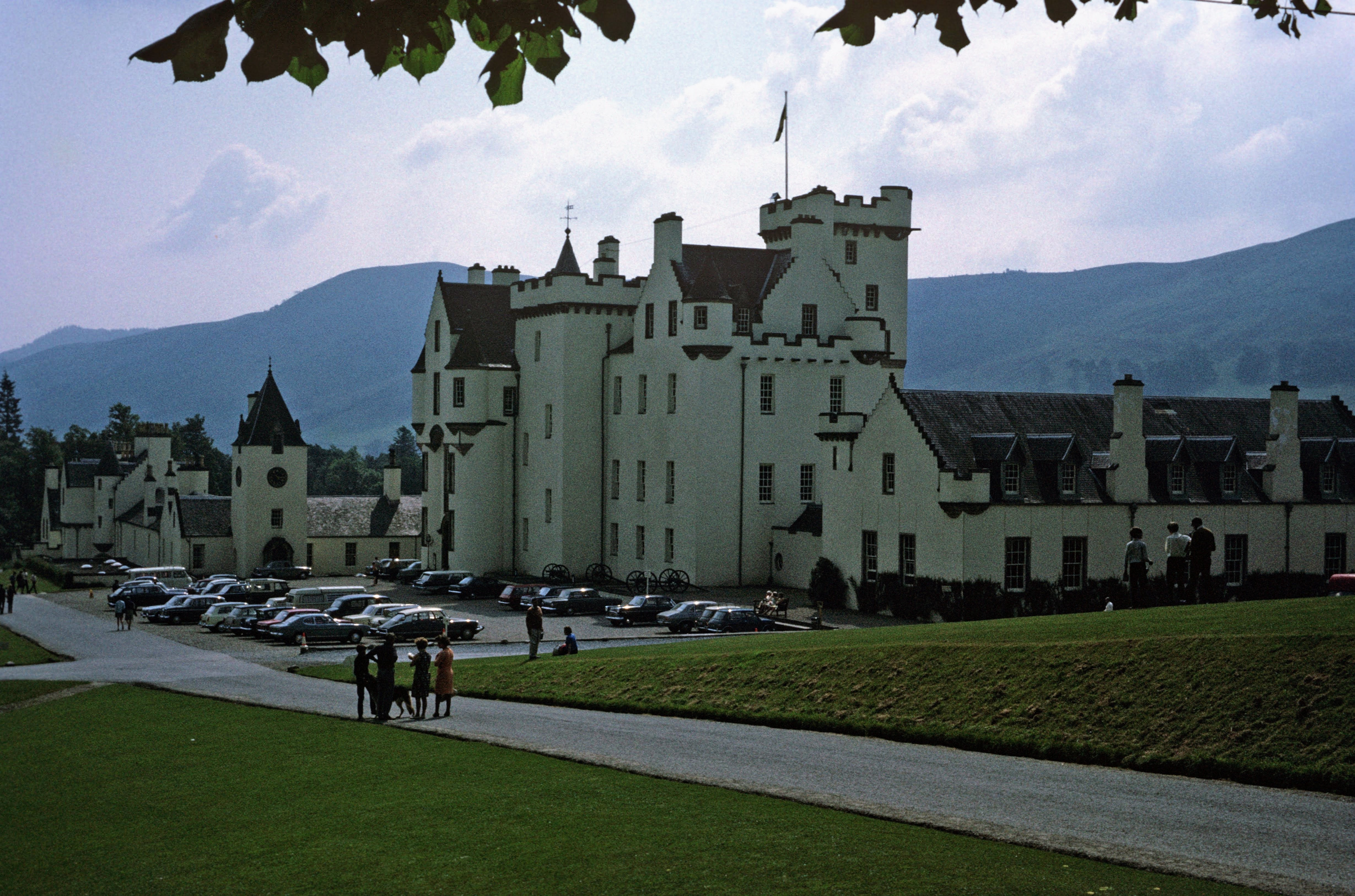
Castelo Blair em 1969.

Quando Visconde de Dundee lançou a primeira revolta jacobita de 1689 em abril de 1689, Atholl decidiu permanecer leal ao Governo (embora dois dos seus filhos se juntassem aos jacobitas). O fator de Atholl, Patrick Stewart de Ballechin, manteve o Castelo Blair para o Rei Jaime, e Dundee visitou-o em maio. Em julho, Ballechin recusou a entrada ao filho e herdeiro de tendência whiggish de Atholl, Lorde John Murray. Murray sitiou o castelo, e o General Mackay aproximava-se para juntar-se a ele e tomá-lo para os williamitas. O Visconde de Dundee aliviou o castelo, e a crucial Batalha de Killiecrankie foi travada porque Dundee não queria recuar e entregar o castelo a Mackay. Dundee e os seus oficiais e chefes do clã realizaram um Conselho de Guerra no castelo na véspera da batalha, a 26 de julho. No dia seguinte, os jacobitas venceram a batalha, mas Dundee foi morto.
Após a batalha, o Castelo Blair permaneceu nas mãos jacobitas durante algum tempo. Continuou a desempenhar um papel importante: por exemplo, os chefes jacobitas das Terras Altas juraram um pacto lá juntos em agosto, para continuar a revolta.
Na revolta de quarenta e cinco, o Castelo Blair foi ocupado duas vezes por Príncipe Carlos Eduardo Stuart e o seu exército jacobita: no início de setembro de 1745, durante vários dias, e depois no início de fevereiro de 1746, novamente durante vários dias. No entanto, os jacobitas abandonaram imprudentemente o castelo, e as forças governamentais, incluindo o Clã Agnew das Terras Baixas, ocuparam-no. Eles defenderam o Castelo Blair contra os jacobitas, que cercaram o castelo durante as últimas fases da revolta, em março de 1746, sendo sitiados até quase à fome, até que as forças jacobitas se retiraram para enfrentar as tropas do Governo Britânico na Batalha de Culloden.

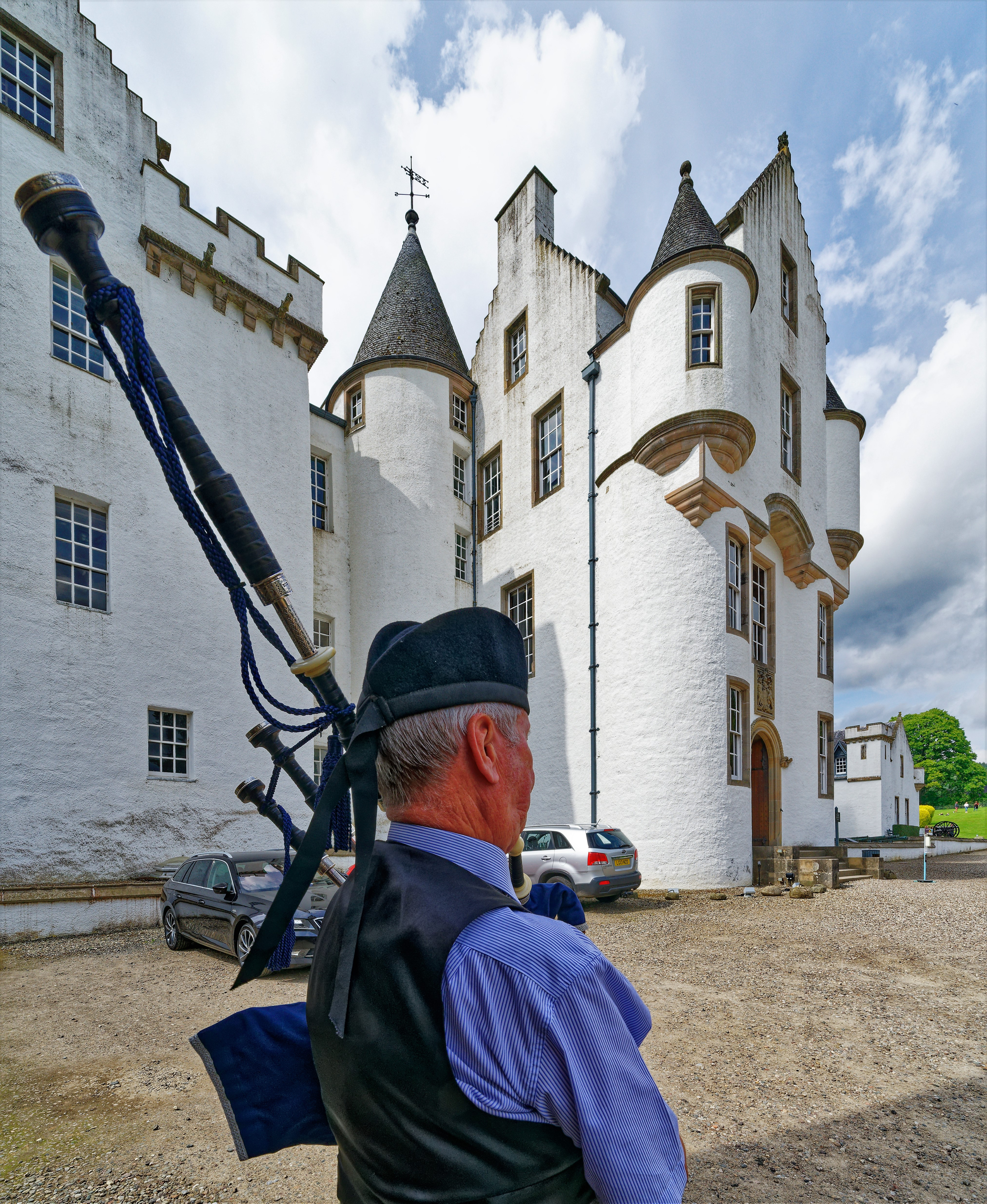
Castelo Blair em 2022.

Em 1844, a Rainha Vitória e o seu consorte, Príncipe Alberto, visitaram e ficaram no Castelo Blair. Foi após esta visita que ela deu permissão para estabelecer os Highlanders de Atholl.
Parte do castelo foi convertida num hospital durante a Primeira Guerra Mundial; a mãe do poeta Hamish Henderson trabalhou lá como enfermeira ao regressar da França.
Antes da sua morte em fevereiro de 1996, o Iain Murray, 10.º Duque de Atholl colocou o Castelo Blair e a maior parte das suas propriedades num fundo caritativo, protegendo-os de impostos sobre heranças e mantendo-os sob controle escocês, uma vez que o seu herdeiro John Murray, 11.º Duque de Atholl, indicou que não tinha desejo de deixar a sua terra natal na África do Sul. O seu meio-sobrinho Robert Troughton era o herdeiro da propriedade restante.

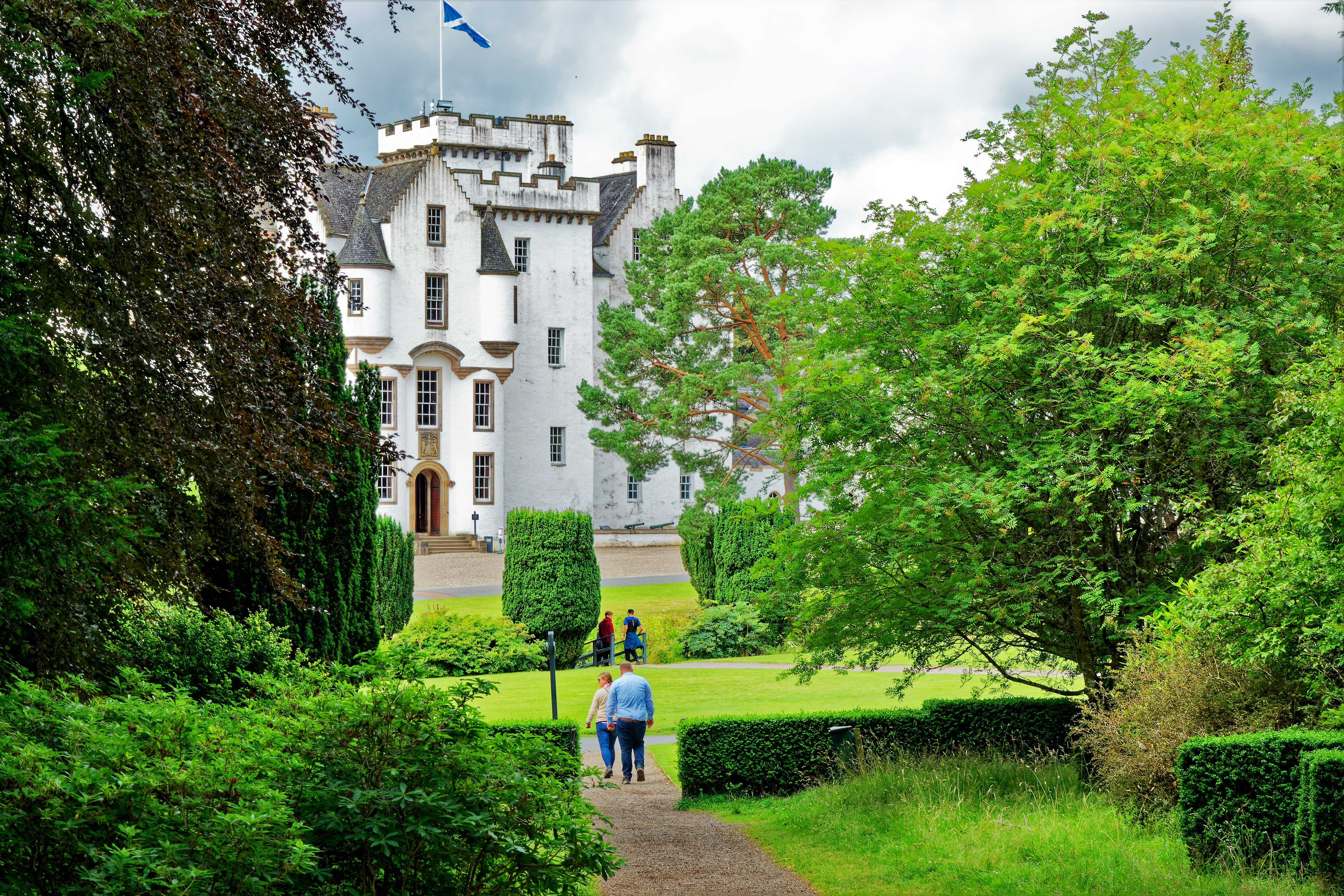
Jardins do Castelo Blair em 2022.

Na noite de 10 de março de 2011, um incêndio eclodiu na torre do relógio do castelo (que não faz parte da estrutura medieval), provocando o colapso do telhado da torre e do segundo andar para o primeiro andar. A torre do relógio foi restaurada em 2012, com o trabalho de restauração nos mecanismos do relógio realizado pelo Smith of Derby Group.

## O castelo e os jardins

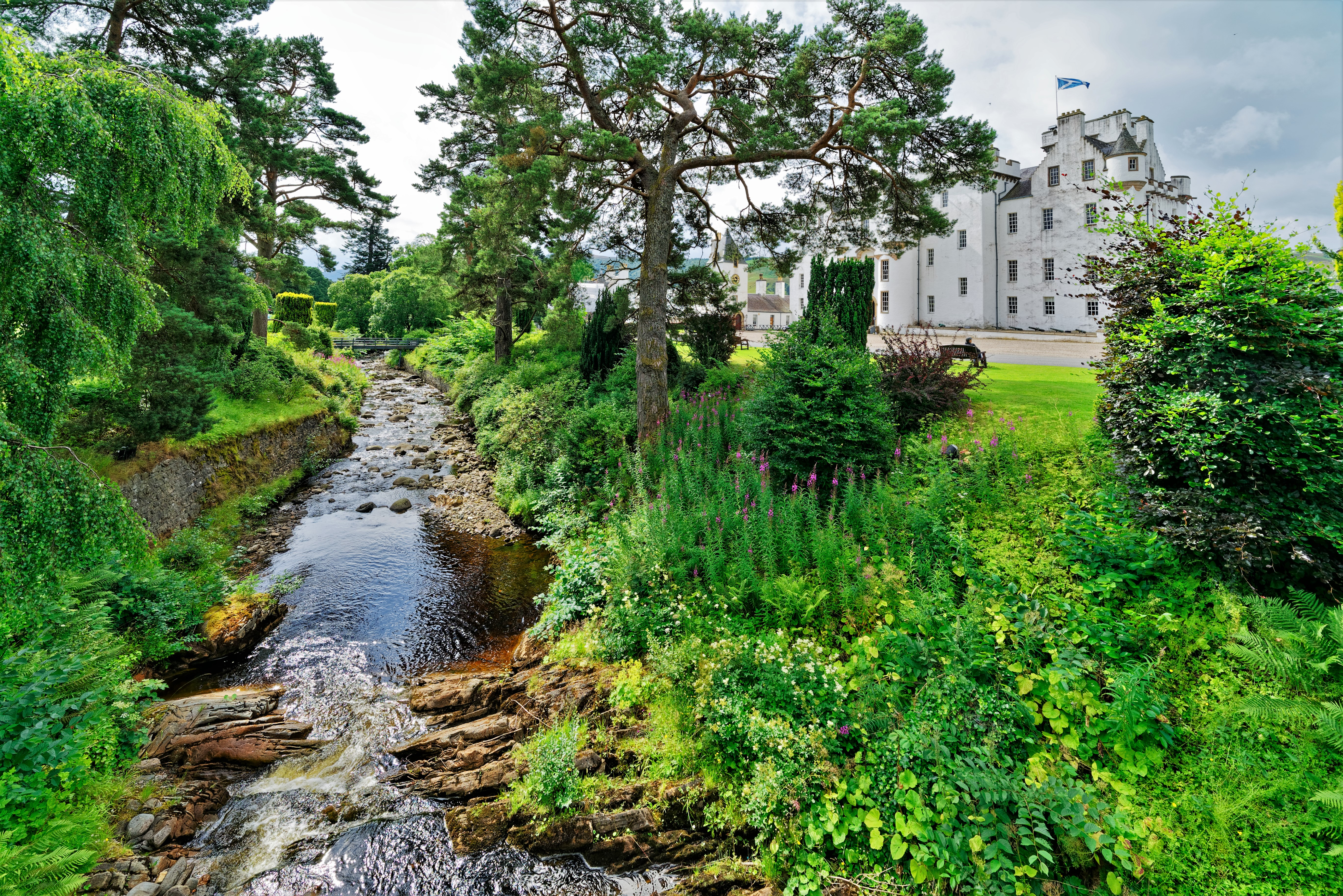
Jardins do Castelo Blair em 2022.

A parte mais antiga do castelo é a Torre Cummings, ou Torre de Comyn, que pode preservar alguns elementos do século XIII, embora tenha sido, em grande parte, construída no século XV. As extensões que atualmente constituem a parte central do castelo foram adicionadas pela primeira vez no século XVI. Os apartamentos situados a sul foram acrescentados em meados do século XVIII, com projetos dos arquitetos John Douglas e James Winter. A ala sudeste, que integra a torre do relógio, foi reconstruída por Archibald Elliot após um incêndio em 1814. Por fim, o castelo atingiu a sua forma atual na década de 1870, quando David Bryce remodelou todo o edifício para John Stewart-Murray, 7.º Duque de Atholl, num estilo Baronial escocês, e acrescentou o salão de baile. Em 1885, foi ainda realizada uma nova remodelação, quando uma nova ala do salão de baile foi incorporada por James Campbell Walker.
Durante a Grande Guerra, o castelo foi utilizado como um hospital auxiliar e, após 1922, a família achou mais conveniente viver nos apartamentos privados. O castelo está aberto ao público desde 1936. Os muitos quartos do castelo apresentam importantes coleções de armas, troféus de caça, recordações do Clã Murray, etnografia, pinturas, móveis e bordados colecionados pela família Murray ao longo de muitas gerações. Angela Murray, que foi diretora do Grupo Pearson, esteve envolvida na gestão da propriedade e o seu retrato encontra-se no castelo. A sua filha, Sarah Troughton, em 2024, era a presidente dos curadores.
O castelo também fornece a guarnição para os Highlanders de Atholl, o exército privado do Duque de Atholl, conhecido como o único exército privado legal na Europa. O Castelo e as Propriedades de Atholl foram utilizados na série de televisão Conquer the Castle, em 2008.
A maioria dos Duques de Atholl está sepultada no terreno de sepultamento da família, junto às ruínas da Igreja de St Bride, nos terrenos do Castelo Blair. A Igreja de St Bride era a igreja da aldeia de Old Blair, mas caiu em desuso após 1823, quando a aldeia da propriedade foi relocalizada para a sua localização atual.
Em 2009, um Abeto Grande (Abies grandis) nos terrenos do castelo, foi declarado a segunda árvore mais alta da Grã-Bretanha.